# Аґуй (храм)
Аґуй (安居院, あぐい) — міський храм і школа буддистських проповідників 12 — 15 століття у середньовічній Японії.

## Короткі відомості
Аґуі був храмом-школою гірського монастиря Енрякудзі в півінічній частині Кіото, району Каміґьо. Заснованиками її були син Фудзівари но Мітінорі, монах Тьокен та його син Сьокаку. Тьокен славився своїми ораторськими здібностями, а в столиці його називали «великим проповідником чотирьох морів, найвідомішим у Піднебесній». Сьокаку також мав дар красномовства і укріпив фундамент Аґуі як найкращої школи проповідування в Японії.
Діти Сьокаку, Рюсьо (隆承) і Кенсей (憲性), розділили школу на дві гілки, продовжуючи викладати мистецтво проповідування і навчаючи мешканців Кіото Закону будди. Головну гілку дому проповідників Аґуі успадкували нащадки Рюсьо — Норідзане, Норімото, Норіморі і Тіканорі. Молодший брат Норімото, Тьосюн (澄俊), був завідувачем господараства патріарха секти Тендай Сон'унхо (в миру імператорського принца Морінаги), а його наймолодший брат Какусю (覚守) заклав основи нової проповідницької школи.
У 14 столітті, у період південної і північної династій, в Аґуі було складено «Збірку синто», яка була написана на основі синкретичної ідеї про «первинність будд і похідність богів» (本地垂迹), за якою будди і бодхісаттви з'являюсться у цей світ у тимчасовій подобі богів аби спасати людей. З цієї позиції трактувалися передення храмів і святилищ Японії.
У часи війни років Онін (1467–1476) будинок Аґуї згорів. Його не змогли відбудовувати, тому школа проповідників поступово занепала.